# 毛利広定
毛利 広定（もうり ひろさだ）は、長州藩一門家老である右田毛利家の7代当主。
諱は初め匡達（まさたつ/まささと、匡逵（まさみち）とする史料・書物などもある）、のち広定。別名に広胖（ひろやす）。

## 生涯
享保4年（1719年）7月、長府藩主（前年まで清末藩主）毛利匡広の三男として生まれる。母は側室の飯田氏。享保18年（1733年）、急死した宗家一門右田毛利広信の家督を相続する。
寛保2年（1742年）、藩が幕府より利根川手伝普請を命じられ、総奉行を務める。延享4年（1747年）と宝暦2年（1752年）に江泊において改作（干拓）を行う。宝暦元年（1751年）、同母弟の毛利匡敬（のちの毛利重就）が長州藩主を相続したため、弟に仕えることとなる。
宝暦3年（1753年）、重就に当職（国家老・執政）に任命され、支藩から養子として藩主に迎えられ、宗家の一門家老たちと対立しがちだった重就を補佐した。宝暦4年（1754年）に一旦、財政再建の任に堪えないと職を辞職すも、同年加判役（家老）となる。当職辞任は、同年重就に批判的であった一門家老阿川毛利広漢が処罰されたことに対する藩内の批判を考慮してのものであった。宝暦8年（1758年）、藩債の増加による藩財政悪化を受けて当職に復帰する。宝暦11年（1761年）、宝暦検地を実施し、増収入は藩の財政に繰り入れず新たに設けた撫育方の収入とし、開作や殖産興業の資金とした。
明和6年（1769年）8月26日死去。享年51。